# Pomiary
Pomiary [pronunciación en polaco: /pɔˈmjarɨ/] es un pueblo ubicado en el distrito administrativo de Gmina Strzelce Wielkie, dentro del condado de Pajęczno, Voivodato de Łódź, en el centro de Polonia. Se encuentra a unos 6 kilómetros al este de Strzelce Wielkie, a 16 kilómetros al este de Pajęczno, y a 75 kilómetros al sur de la capital regional Łódź.
El pueblo tiene una población de 210 habitantes.